# كوديم متقارب
كوديم متقارب (الاسم العلمي:Codiaeum affine) هو نوع من النباتات يتبع جنس الكوديم من الفصيلة الفربيونية. تم وصف هذا النوع من النبات علمياً لأول مرة من قبل إلمر درو ميريل سنة 1926.